# Cartas a mi amada
Cartas a mi amada (en inglés, Love Letters) es un film noir estadounidense de 1946 dirigido por William Dieterle sobre un guion de Ayn Rand que adaptaba la novela Pity My Simplicity de Christopher Massie. El film estuvo protagonizado por Jennifer Jones, Joseph Cotten, Ann Richards, Cecil Kellaway, Gladys Cooper y Anita Louise. 

## Sinopsis
Roger Morland (Robert Sully) pide a su compañero de armas, Allen Quinton, que escribió en su nombre cartas de amor en Victoria, joven a la que conoció en un encuentro breve en Inglaterra antes de ser enviado al frente italiano. En las cartas puede expresar sentimientos que nunca lo haría en persona. Se da cuenta de que Victoria se ha enamorado con las cartas y le preocupa que le decepcionara el real Roger.
Cuando vuelve a casa, Alan se da cuenta de que Roger ha muerto. Cuando intenta buscar a Victoria se le dice que también ha muerto, y le dicen que la muerte de Roger pudo haber sido un asesinato. En una fiesta encuentra y se enamora de una mujer misteriosa llamada Singleton (Jennifer Jones), que puede tener la clave de estas muertes, pero está sufriendo de amnesia.

## Reparto

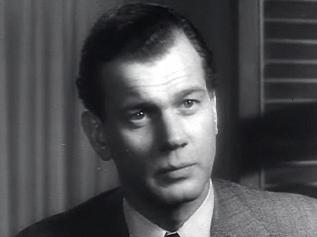
Joseph Cotten en un fotograma de la película

- Jennifer Jones: Victoria Morland, conocida también como Singleton
- Joseph Cotten: Allen Quinton
- Ann Richards: Dilly Carson
- Cecil Kellaway: Mac
- Gladys Cooper: Beatrice Remington
- Anita Louise: Helen Wentworth
- Robert Sully: Roger Morland
- Reginald Denny: Phillips
- Ernest Cossart: Bishop
- Byron Barr: Derek Quinton
- Arthur Hohl: Jupp

## Adaptación y producción
El guion de Rand sobre la novela de Massie la convirtió en una adaptación de la famosa obra de teatro de Edmond Rostand Cyrano de Bergerac. Rand había admirado la obra desde que la leyó en el francés original en su juventud. Al igual que en la obra de Rostand, la heroína se enamora de un soldado creyendo que es el autor de ciertas cartas de amor que habían sido escritas por otro soldado, incluida una nota conmovedora enviada desde el frente. En la versión de Rand, se agrega una dimensión de misterio psicológico, y la heroína descubre la identidad del verdadero autor a tiempo para que los protagonistas experimenten un "final feliz".
Love Letters fue la segunda película en la que Jones y Cotten trabajaron juntos como protagonistas. Las otras fueron Desde que te fuiste (1944), Duelo al sol (1946) y Jennie (1948).

## Acogida de público y crítica
Aunque las críticas fueron sobre todo negativas, Love Letters fue un éxito de público. El crítico de New York Times Bosley Crowther lo reprendió como "una trampa sentimental", diciendo que la actuación de Jones era "fatua", la escritura de Rand "un embrollo sucio" y la dirección de Dieterle "blanda y pretenciosa".

## Premios y distinciones
Festival Internacional de Cine de Venecia
| Año  | Categoría                                              | Galardonado                                               | Resultado |
| ---- | ------------------------------------------------------ | --------------------------------------------------------- | --------- |
| 1946 | Mejor actriz                                           | Jennifer Jones                                            | Nominada  |
| 1946 | Mejor banda sonora de una película dramática o comedia | Victor Young                                              | Nominado  |
| 1946 | Mejor canción original                                 | Victor Young y Eddie Heyman                               | Nominados |
| 1946 | Mejor dirección de arte - Blanco y negro               | Hans Dreier, Roland Anderson, Samuel M. Comer y Ray Moyer | Nominados |